# Hugo Enyinnaya
Ugochukwu Michael Enyinnaya (Warri, 8 maggio 1981) è un ex calciatore nigeriano, di ruolo attaccante.

## Carriera
Enyinnaya fece il suo debutto in prima divisione nigeriana a soli sedici anni con la maglia dell'Eagle Cement di Port Harcourt (ora noto come Dolphins). Nel 1998 militò in seconda divisione nell'Ebedei di Lagos, dove venne notato dagli osservatori del club belga del Molenbeek, appena retrocesso in seconda serie. Nonostante la giovane età conquistò ben presto il posto in attacco, segnando 6 reti in 20 presenze che gli valsero la convocazione nella nazionale Under-20 nigeriana.
Nel 1999 venne acquistato per circa 200 mila euro dal Bari, dopo aver favorevolmente impressionato il D.S. pugliese Carlo Regalia, che lo notò in una partita di coppa contro l'Anderlecht; Enyinnaya venne inizialmente schierato con la formazione primavera, facendo una breve apparizione in serie A il 17 ottobre contro il Torino. Il 18 dicembre 1999, a seguito dell'infortunio dei due attaccanti titolari Yksel Osmanovski e Phil Masinga, fu schierato fin dall'inizio nella partita contro l'Inter assieme al compagno della formazione Primavera Antonio Cassano: Enyinnaya segnò dopo sette minuti un gol da 40 metri che portò in vantaggio il Bari, prima che Cassano firmasse nel finale un'ulteriore rete.
Mentre il talento di Bari Vecchia divenne presto titolare inamovibile, Enyinnaya - anche a causa di numerosi infortuni - non riuscì più a esprimersi a quei livelli segnando un solo altro gol contro il Venezia. L'anno seguente Cassano esplose definitivamente come uno dei migliori talenti italiani, mentre Enyinnaya continuò a passare da un infortunio all'altro senza segnare nemmeno un gol e senza riuscire ad evitare la retrocessione in Serie B. Nemmeno nella serie cadetta il nigeriano riuscì a riprendersi, collezionando solo 9 presenze e un gol contro il Palermo.
Nel 2002 passò in prestito al Livorno, sempre in serie B dove, sulla spinta del gol segnato alla Triestina al primo pallone toccato dopo aver sostituito Igor Protti, chiuse con solo due reti in diciassette presenze subentrando quasi sempre a partita in corso. Nel 2004 fece un'esperienza in Serie C1 con il Foggia, ma anche stavolta i risultati non furono soddisfacenti tanto che a fine stagione il Bari non gli rinnovò il contratto lasciandolo disoccupato.
Dopo un provino con gli ungheresi del Debrecen (squadra che gli offrì un triennale, da lui rifiutato) fu chiamato da Marek Koźmiński al Górnik Zabrze nella prima divisione polacca. Dopo sole tre presenze in un anno si trasferì in seconda divisione, prima al Lechia Zielona Gòra e poi all'Odra Opole, dal quale si svincola il 28 maggio 2008; in seguito, il nigeriano raccontò di aver subìto, durante questa esperienza in Polonia, il lancio di banane dagli spalti.
Nel gennaio 2009 Enyinnaya torna in Italia: sfumato l'accordo con il Boville Ernica, firma per l'Anziolavinio, squadra che milita nel campionato di Eccellenza del Lazio. Il 2 agosto 2009 Enyinnaya firma per il Meda, squadra del campionato di Eccellenza lombarda ma, a seguito del fallimento della società, resta svincolato a fine stagione. Dopo aver giocato una stagione a Zagarolo ed esser stato ospite a delle puntate del Gnok Calcio Show in onda su Sky, lascia l'Italia per tornare in Nigeria.

## Palmares

### Competizioni giovanili
- Campionato Primavera: 1

Bari: 1999-2000